# Le Christ en bronze
Pour plus de détails, voir Fiche technique et Distribution.
Le Christ en bronze (青銅の基督, Seidō no Kirisuto) est un film japonais réalisé par Minoru Shibuya, sorti en 1955.

## Synopsis
Avec Le Christ en bronze, Minoru Shibuya réalise son unique jidai-geki dans les studios de la Shōchiku à Kyoto. Il a pour thème la persécution des chrétiens à Nagasaki, mais plutôt que d'y glorifier les martyrs, le réalisateur décrit avec compassion l'humanité qui se dégage du missionnaire portugais Cristóvão Ferreira et retrace son existence misérable et triste.

## Fiche technique
- Titre : Le Christ en bronze[2]
- Titre original : 青銅の基督 (Seidō no Kirisuto?)
- Réalisation : Minoru Shibuya
- Scénario : Ryōsuke Saitō (ja), d'après le roman homonyme de Yoshirō Nagayo paru en 1923
- Musique : Toshirō Mayuzumi
- Photographie : Hiroyuki Nagaoka
- Montage : Yoshi Sugihara
- Décors : Takashi Matsuyama
- Société de production : Shōchiku
- Pays d'origine :  Japon
- Langue originale : japonais
- Format : noir et blanc - son mono
- Genre : Drame - jidai-geki
- Durée : 126 minutes (métrage : 13 bobines - 3 438 m[3])
- Dates de sortie : 
  - Japon : 11 octobre 1955[3]
  - France : 3 décembre 1958[4],[5]

## Distribution
- Eiji Okada : Yusa Hagiwara
- Osamu Takizawa : Cristóvão Ferreira
- Kyōko Kagawa : Monica
- Akira Ishihama : Kichisaburo
- Kinzō Shin : Tomii Magoshiro
- Isuzu Yamada : Kimika, une courtisane
- Shinobu Araki : Tamon Fujita
- Hitomi Nozoe : Ochō
- Kazuko Okada : Tomi
- Kikue Mōri : Tsuru
- Isao Yamagata : magistrat

## Tournage
Les scènes en extérieur ont été tournées dans la ville de Seto située dans la préfecture d'Aichi.

## Distinctions
Le film a été présenté en sélection officielle en compétition au Festival de Cannes 1956.